# Рожнє-Логівська сільська рада
Ро́жнє-Ло́гівська сільська рада (рос. Рожне-Логовский сельский совет) — сільське поселення у складі Ребріхинського району Алтайського краю Росії.
Адміністративний центр — село Рожнєв Лог.

## Населення
Населення — 898 осіб (2019; 1061 в 2010, 1315 у 2002).

## Склад
До складу сільської ради входять:
| Населений пункт  | Населення, осіб (2002) | Населення, осіб (2010) |
| ---------------- | ---------------------- | ---------------------- |
| Рожнєв Лог, село | 1172                   | 978                    |
| Пеньки, селище   | 138                    | 83                     |
| Чернявка, селище | 5                      | -                      |